# Wölgada
Wölgada ist ein Gemeindeteil des Markts Weidenberg im Landkreis Bayreuth (Oberfranken, Bayern). Wölgada liegt in der Gemarkung Untersteinach.

## Geografie
Die Einöde befindet sich gut dreieinhalb Kilometer nordwestlich des Weidenberger Ortskerns unmittelbar am Rande eines Waldstücks. Der nächste größere Gemeindeteil ist das etwa einen Kilometer westlicher gelegene Untersteinach. Nur wenig nördlich, im Wald, befindet sich Böritzen.

## Geschichte
Gegen Ende des 18. Jahrhunderts gehörte Wölgada zur Realgemeinde Untersteinach. Die Hochgerichtsbarkeit stand dem bayreuthischen Stadtvogteiamt Bayreuth zu.
Von 1797 bis 1810 unterstand der Ort dem Justiz- und Kammeramt Bayreuth. Mit dem Ersten Gemeindeedikt wurde Wölgada dem 1812 gebildeten Steuerdistrikt Untersteinach und der zugleich gebildeten Ruralgemeinde Untersteinach zugewiesen. Am 1. Mai 1978 wurde Wölgada nach Weidenberg eingemeindet.

### Einwohnerentwicklung
| Jahr      | 001818 | 001861 | 001871 | 001885 | 001900 | 001925 | 001950 | 001961 | 001970 | 001987 |
| Einwohner | *      | 5      | 6      | 5      | 8      | 6      | 5      | 9      | 10     | 5      |
| Häuser    | *      |        |        | 1      | 1      | 1      | 1      | 2      |        | 1      |
| Quelle    | [ 6 ]  | [ 9 ]  | [ 10 ] | [ 11 ] | [ 12 ] | [ 13 ] | [ 14 ] | [ 15 ] | [ 16 ] | [ 1 ]  |

## Religion
Wölgada ist evangelisch-lutherisch geprägt und nach Nemmersdorf gepfarrt.